# L'Annonciation (Pittoni)
Pour les articles homonymes, voir Annonciation et L'Annonciation.
L'Annonciation est un tableau attribué à Giovanni Battista Pittoni et exposé aux Galeries de l'Académie de Venise. Il représente l’archange Gabriel saluant la Vierge Marie pour lui annoncer qu’elle est destinée à donner naissance au fils de Dieu.

## Histoire
Pittoni peint l'Annonciation en 1757, période de sa pleine maturité artistique, l'œuvre représente un nuage doré dont émerge dans une composition élégante l'archange Gabriel avec des lys à la main, symbole traditionnel de la pureté de la Vierge. Son apparition aérienne est accompagnée de quatre chérubins et de la colombe du Saint-Esprit, qui occupe le point le plus lumineux de la composition.
La composition triangulaire, qui fait converger l'ange et la Vierge vers le Saint-Esprit, signifié par la colombe, communique, immédiatement, l'intervention salvatrice du Très-Haut, qui assume la nature humaine en elle-même. Les nuages lumineux et denses qui entourent l'ange prennent le mobilier de la pièce hors de vue et améliorent l'éclat céleste de l'apparence de l'archange Gabriel. Les chérubins, enveloppés de nuages, sont une extension de l'iconographie de l'Annonciation, comme cela apparaît parfois dans certaines œuvres après le Concile de Trente. Derrière la Vierge, un pupitre avec un livre ouvert est visible, des éléments introduits dans l'iconographie de l'Annonciation du XVe siècle, une référence claire à la prière, à laquelle la Vierge a été absorbée avant l'apparition. Pour certains commentateurs, le livre est probablement un Psautier, pour d'autres, ce serait le livre d'lsaïe, qui prophétise la conception d'un enfant par une vierge (lsaïe, 7.14). L'archange Gabriel porte des lys en fleurs, symbole de pureté, et, pointant du doigt la colombe blanche, qui domine la scène, souligne la volonté divine de l'Annonciation qui est accueillie avec douceur par la Vierge Marie, un modèle de foi pour chaque croyant.
L’archange Gabriel salue la Vierge Marie. 
Les fleurs entre les mains de l'ange Gabriel sont une allusion à la ville de Nazareth. Saint Jérôme avait donné pour étymologie à Nazareth l’hébreu netser signifiant « fleur », saint Bernard l’avait commenté et La Légende dorée de Jacques de Voragine l’avait popularisée.
La Vierge fait face à l’ange, son geste de la main droit peut être interprété comme un signe de trouble (conturbatio) où elle serait « étonnée de l’altière et magnifique salutation de l’Ange ».

## Analyse
La Vierge, aux traits presque enfantins, oppose l'archange à son geste typique de réticence, levant sa main droite vers lui et ramenant sa gauche au cœur. 

« Pittoni entretient également un certain goût pour le dramatique : le pas que nous voyons ci-dessous le nuage, et sur lequel la Vierge s'agenouille, semble presque une petite scène. L'intérêt de Pittoni semble concentré dans les valeurs formelles de la composition, avec une virtuosité stylistique particulière. »

— Nepi Scirè G.

## Expositions
- La Fontegheto della Farina, salle des réunions de l'Académie, siège de l'Académie de Venise, 1758
- Couvent des chanoines du Latran, Dorsoduro, 1050, Gallerie dell'Accademia, salle XV
- Fiera della Sensa, 1767
- Exposition permanente de la Gallerie dell'Accademia à Venise, aile Paladian, Painting Room, 2015

## Les timbres
L'Ordre Souverain de Malte a émis 2 timbres reproduisant L'Annonciation de Pittoni en 2018, gracieuseté du Ministère italien du patrimoine culturel et des activités. En particulier, le timbre de l'« Ange Annonciateur » (valeur à partir de 2,55 €), et le cachet du détail de la « Vierge Marie pénitente » (valeur de € 4,35).